# Закроев, Егор Михайлович
Егор Михайлович Закроев (род. 31 декабря 1993, Ачинск, Красноярский край) — российский фигурист, выступавший в парном катании. Бронзовый призёр чемпионата России (2014) и бронзовый призёр финала Кубка России (2012). По окончании спортивной карьеры — тренер.

## Карьера
Начал заниматься фигурным катанием как одиночник в родном Ачинске под руководством Геннадия Петрова. В 2010 году переехал в Пермь, где образовал спортивную пару с Марией Выгаловой. Они тренировались в группе парного катания Валентины и Валерия Тюковых.
На юниорском уровне Закроев и Выгалова были серебряными призёрами финала Гран-при (2013), бронзовыми призёрами чемпионата мира (2014), чемпионами России (2015). Во взрослом катании завоевали бронзовые награды в финале Кубка России (2012) и на чемпионате России (2014).
В 2015 году они были заявлены на юниорский чемпионат мира, но снялись с соревнований. После чего пара распалась. Закроев тренировался с Анастасией Мартюшёвой, но на соревновательный лёд они не выходили. Перед завершением карьеры в 2016 году выступил на одном из этапов Кубка России совместно с Линой Кудрявцевой.

## Программы
| Сезон     | Короткая программа      | Произвольная программа                                 |
| --------- | ----------------------- | ------------------------------------------------------ |
| 2013–2014 | - Capone Ронан Хардиман | - Giselle Адольф Адам                                  |
| 2012–2013 | - Capone Ронан Хардиман | - Symphony on a Battle Lost Бенни Рихтер, Марк Теренци |
| 2011–2012 |                         | - Пёрл-Харбор Ханс Циммер                              |

## Результаты
(Выступления в паре с Марией Выгаловой)
| Соревнования                | 11/12         | 12/13         | 13/14         | 14/15         |
| Международные               | Международные | Международные | Международные | Международные |
| --------------------------- | ------------- | ------------- | ------------- | ------------- |
| Volvo Open Cup              |               |               |               | 2             |
| Международные среди юниоров |               |               |               |               |
| Чемпионат мира              |               |               | 3             |               |
| Финал Гран-при              |               | 3             | 2             | 3             |
| Гран-при Хорватии           |               |               |               | 1             |
| Гран-при Эстонии            |               |               |               | 1             |
| Гран-при Словакии           |               |               | 1             |               |
| Warsaw Cup                  |               |               | 1             |               |
| Гран-при Латвии             |               |               | 3             |               |
| Гран-при Германии           |               | 2             |               |               |
| Гран-при Австрии            |               | 3             |               |               |
| Национальные                |               |               |               |               |
| Чемпионат России            | 10            | 9             | 3             |               |
| Первенство России           | 4             | 4             | 2             | 1             |
| Финал Кубка России          | 3             |               |               |               |